# 全球定位系统
全球定位系统（英語：Global Positioning System，通常简称GPS），又稱全球衛星定位系統，是美國政府研制，美國太空軍运营与维护的中地球轨道卫星导航系统。它可以为地球表面绝大部分地区（98%）提供准确的定位、测速和高精度的标准時間。全球定位系统可满足位于全球地面任何一處或近地空间的军事用户连续且精确地确定三维位置、三维运动和时间的需求。该系统包括太空中的31颗GPS人造衛星；地面上1个主控站、3个数据注入站和5个监测站，及作为用户端的GPS軍用接收机器、智慧手機等。最少只需4個卫星，就能迅速确定用户端在地球上所处的位置及海拔高度；所能接收到的衛星訊號數越多，解碼出來的位置就越精確。同時因為是利用時間差定位，故也能精準校正時間戳記。GPS系统拥有如下多种优点：使用低頻訊號，就算天氣不佳仍能保持相當的訊號穿透性；高达98%的全球覆蓋率；高精度三维定速定时；快速、省时、高效率；应用广泛、多功能；可移动定位。不同于双星定位系统，使用过程中接收机不需要发出任何信号；此舉增加了隐蔽性，提高了其军事应用效能。不過GPS也容易被偽信號或調頻器干擾，這不只會影響軍事行動的勝敗，還會導致一些商業損失。
该系统由美国政府于1970年代开始研制，1978年2月首次發射，并于1994年全面建成。使用者只需拥有GPS接收芯片即可使用该服务。GPS信号分为民用的标准定位服务（SPS，Standard Positioning Service）和軍用的精確定位服务（PPS，Precise Positioning Service）兩類。由於GPS無須任何授權即可任意使用，原本美國因為擔心敵對國家或敵對組織會利用GPS對美國發動攻擊，故在民用訊號中人为加入選擇性誤差（即SA政策，Selective Availability）以降低精確度，使其最终定位精確度大概在100米左右；軍規的精度在（20～1英尺）以下。2000年以后，比尔·克林顿政府决定取消干擾民用訊號。因此，现在民用GPS也可以达到（20～1英尺）左右的定位精度。

## GPS系统发展历程

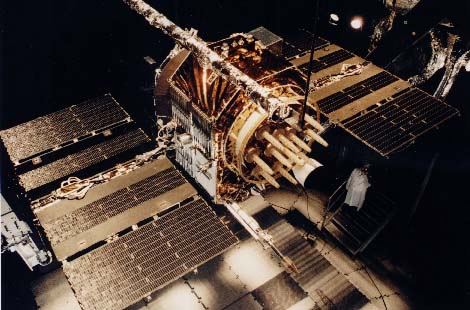
自1978年以來已經有超過50顆GPS和NAVSTAR衛星進入軌道.

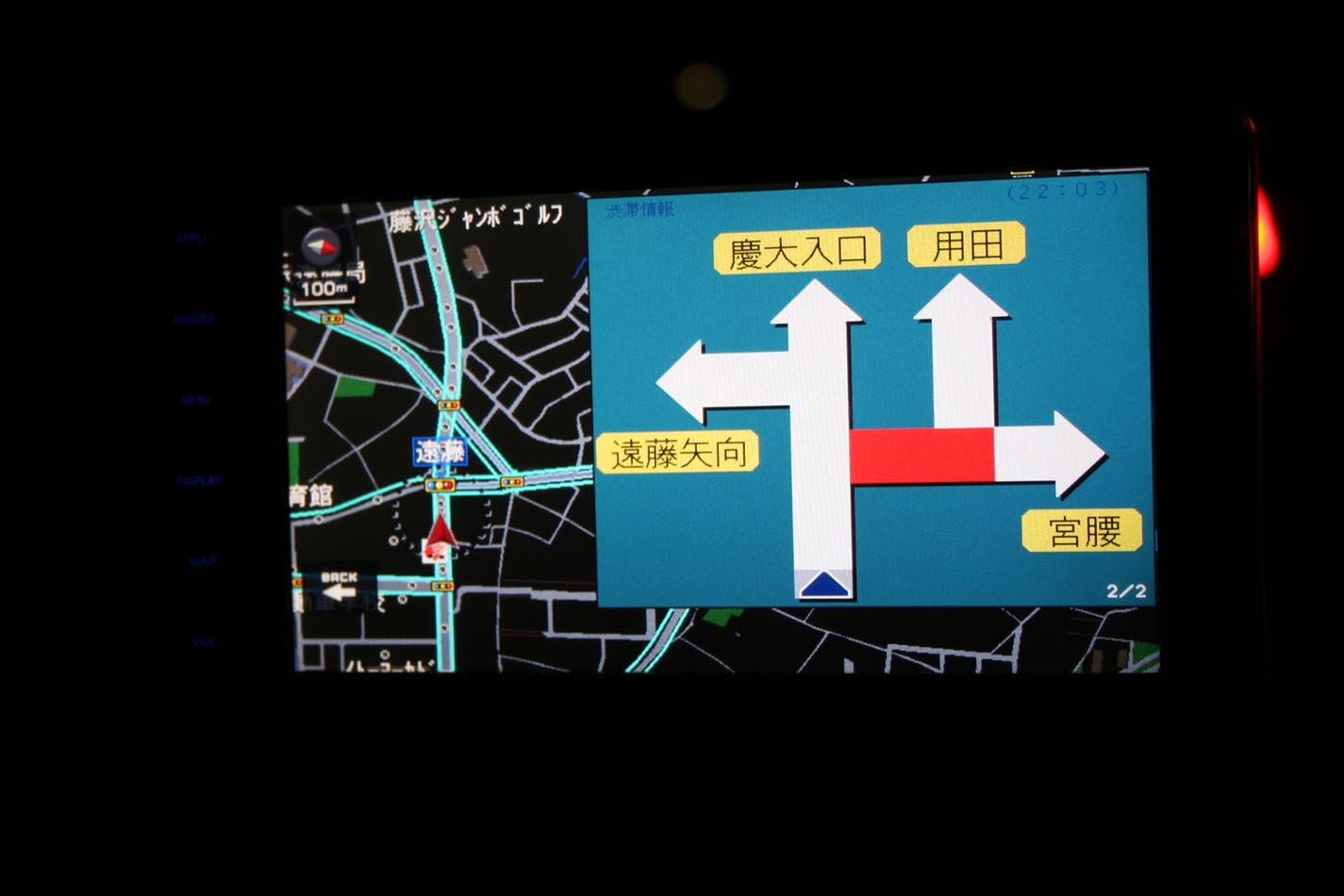
民間車用GPS裝置

### 前身
GPS系统的前身为美军研制的子午仪卫星定位系统，1958年研制，1964年正式投入使用。该系统用5到6颗卫星组成的衛星网工作，每天最多绕过地球13次，但无法给出高度信息，在定位精度方面也不尽如人意。然而，子午仪系统使得研发部门对卫星定位取得了初步的经验，并验证了由卫星系统进行定位的可行性，为GPS系统的研制打下基礎。由于卫星定位显示出在 导航方面的巨大优越性及子午仪系统存在对潜艇和舰船导航方面的巨大缺陷，美国海陆空三军及民用部门都感到迫切需要一种新的卫星导航系统。为此，美國海軍研究實驗室提出了名为Tinmation，用12到18颗卫星组成，10,000公里高度的全球定位网计划，并于1967年、1969年和1974年各发射了一颗试验卫星，在这些卫星上初步试验了原子钟计时系统，这是GPS系统精确定位的基础。而美国空军则提出了621-B：以每星群4到5颗卫星组成3至4个星群的计划，这些卫星中除1颗采用同步轨道外其余的都使用周期为24h的倾斜轨道。该计划以伪随机码（PRN）为基础传播卫星测距信号，其强大的功能，当信号密度低于环境噪声的1％时也能将其检测出来。伪随机码的成功运用是GPS系统得以取得成功的一个重要基础。海军的计划主要用于为舰船提供低动态的2维定位，空军的计划能供提供高动态服务，然而系统过于复杂。由于同时研制两个系统会造成巨大的费用，而且这里两个计划都是为了提供全球定位而设计的，所以1973年美国国防部将2者合二为一，并由国防部下轄的卫星导航定位联合计划局（JPO）领导，还将办事机构设立在洛杉矶的空军航天处。该机构成员众多，包括美国陆军、海军、海军陆战队、交通部、国防制图局、北约和澳大利亚的代表处。

### 计划
最初的GPS计划在联合计划局的领导下诞生了，该方案将24個卫星放置在互成120度的六个轨道上。每个轨道上有4個卫星，地球上任何一点均能观测到6至9個卫星。这样，粗码精度可达100m，精码精度为10m。由于预算緊缩，GPS计划得减少发射卫星，改为将18個卫星分布在互成60度的6个轨道上。然而这一方案不能確保卫星可靠性。1988年又进行了最后一次修改：在互成30度的6条轨道上有21個運作衛星和3個备份衛星。这也是现在GPS卫星所使用的工作方式。

### 计划实施
GPS计划的实施共分三个阶段：
- 第一阶段为方案论证和初步设计阶段。从1978年到1979年，由位于加利福尼亚的范登堡空军基地采用双子座火箭发射4颗试验卫星，卫星运行轨道长半轴为26,560公里，倾角64度。轨道高度20,000公里。这一阶段主要研制了地面接收机及建立地面跟踪网，结果令人满意。
- 第二阶段为全面研制和试验阶段。从1979年到1984年，又陆续发射了7颗称为BLOCK I的试验卫星，研制了各种用途的接收机。实验表明，GPS定位精度远远超过设计标准，利用粗码定位，其精度就可达14米。
- 第三阶段为实用组网阶段。

1989年2月14日第一颗GPS工作卫星发射成功，这一阶段的卫星称为BLOCK  II和BLOCK IIA。此阶段宣告GPS系统进入工程建设状态。1993年底，現在的GPS网，即「21+3」GPS星座已经建成，今后将根据计划更换失效的卫星。

## GPS系统的组成

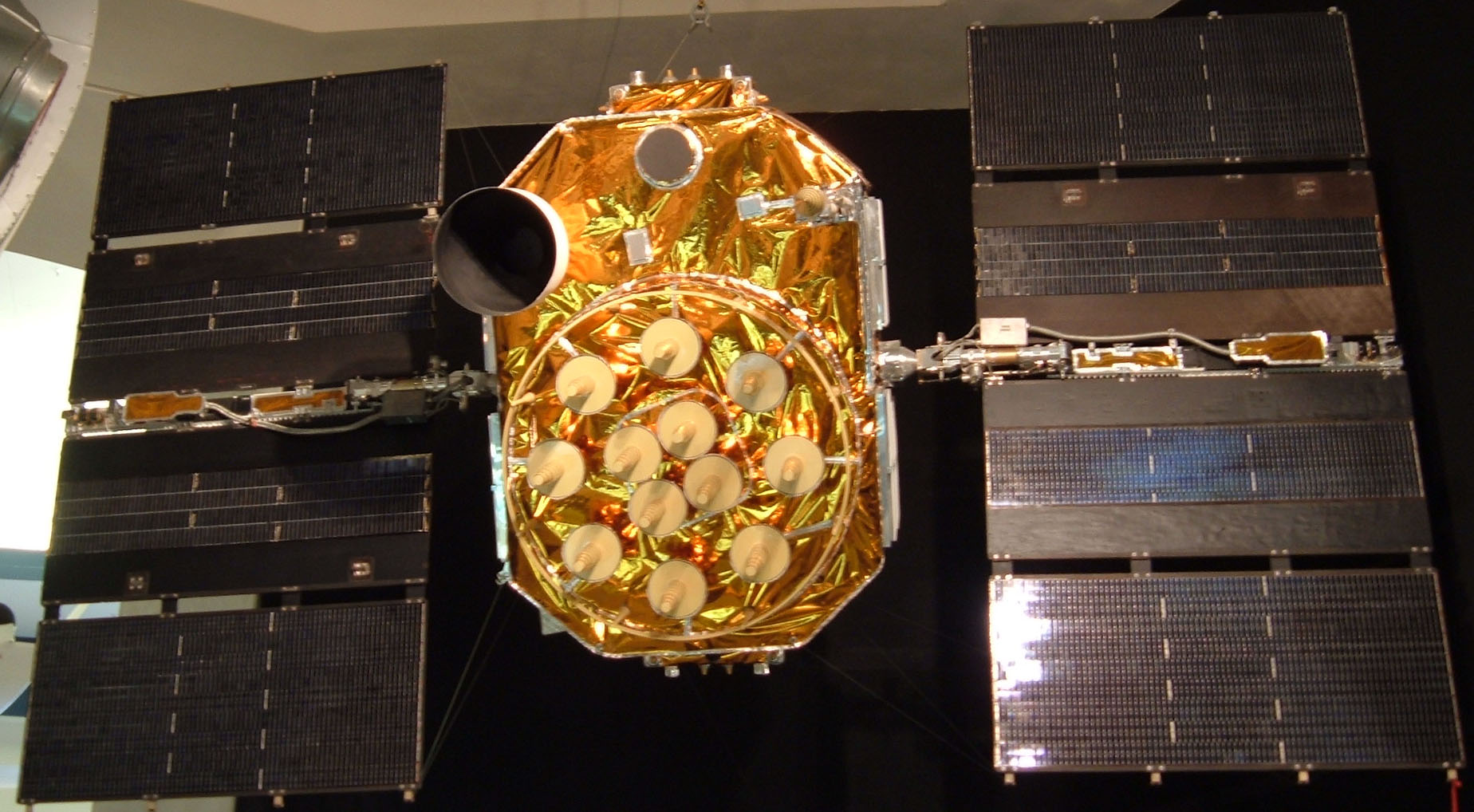
未发射的GPS Block II-A卫星在圣地亚哥航空航天博物馆中上展出。

GPS系统主要由空间星座部分、地面监控部分和用户设备部分组成。

### 空间星座部分

一個隨著地球自轉的24颗GPS衛星星座例子。可以观察到地球表面的某一点能接收到卫星信号数量是如何随时间变化的。例子中的接受信号点位于美国科罗拉多州戈尔登。

GPS卫星星座原本設計由24颗卫星组成，其中21颗为工作卫星，3颗为备用卫星。24颗卫星均匀分布在6个轨道平面上，即每个轨道面上有4颗卫星。卫星轨道面相对于地球赤道面的轨道倾角为55°，各轨道平面的升交点的赤经相差60°，一个轨道平面上的卫星比西边相邻轨道平面上的相应卫星升交角距超前30°。这种布局的目的是保证在全球任何地点、任何时刻至少可以观测到4颗卫星。
GPS卫星是由洛克菲尔国际公司空间部研制的，單一顆卫星重774kg，使用寿命为7年。卫星采用蜂窝结构，主体呈柱形，直径为1.5m。卫星两侧装有两块双叶对日定向太阳能电池帆板（BLOCK I），全长5.33m，接受日光面积为7.2{\displaystyle m^{2}}。对日定向系统控制两翼电池帆板旋转，使板面始终对准太阳，为卫星不断提供电力，并给三组15Ah镍镉电池充电，以保证卫星在地球阴影部分仍能正常工作。在星体底部装有12个单元的多波束定向天线，能发射张角大约为30度的两个L波段（19cm和24cm波）的信号。在星体的两端面上装有全向遥测遥控天线，用于与地面监控网的通信。此外卫星还装有姿态控制系统和轨道控制系统，以便使卫星保持在适当的高度和角度，准确对准卫星的可见地面。
由GPS系统的工作原理可知，衛星时钟的精确度越高，其定位精度也越高。早期试验型卫星采用由霍普金斯大学研制的石英振荡器，相对频率稳定度为{\displaystyle 10^{-11}}/秒。误差为14m。1974年以后，GPS卫星采用铷原子钟，相对频率稳定度达到{\displaystyle 10^{-12}}/秒，误差8m。1977年，BLOCK II型采用了马斯频率和时间系统公司研制的铯原子钟后，相对稳定频率达到{\displaystyle 10^{-13}}/秒，误差再降为2.9m。1981年，休斯公司研制的相对稳定频率为{\displaystyle 10^{-14}}/秒的氢原子钟使BLOCK IIR型卫星误差降至仅为1m。
2011年6月，美國空軍成功擴展GPS衛星星座，整調6颗卫星的位置，並加入多3颗卫星。這使工作卫星的數目增加至27颗，擴大了GPS系統的覆蓋範圍，並提高了準確度。

### 地面監控部分
地面監控部分主要由1個主控站（Master Control Station，簡稱MCS）、4個地面天線站（Ground Antenna）和6個監測站（Monitor Station）組成。
主控站位於美國科羅拉多州的謝裡佛爾空軍基地，是整個地面監控系統的管理中心和技術中心。另外還有一個位於馬里蘭州蓋茨堡的備用主控站，在發生緊急情況時啟用。
地面天線站目前有4個，分別位於南太平洋馬紹爾群島的瓜加林環礁，大西洋上的英國屬地阿森松島，英屬印度洋領地的迪戈加西亞島和位於美國本土科羅拉多州的科羅拉多斯普林斯。地面天線站的作用是把主控站計算得到的衛星星歷、導航電文等信息注入到相應的衛星。
地面天線站同時也是監測站，另外還有位於夏威夷和卡納維拉爾角2處監測站，故監測站目前有6個。監測站的主要作用是採集GPS衛星數據和當地的環境數據，然後發送給主控站。

### 用户设备部分
用户设备主要為GPS接收机，主要作用是从GPS卫星收到信号并利用传来的信息计算用户的三维位置及时间。

## 定位误差来源与分析
GPS定位在过程中出现的各种误差根据来源可分为三类：与卫星有关的误差、与信号传播有关的误差及与接收机有关的误差。这些误差对GPS定位的影响各不相同，且误差的大小还与卫星的位置、待定点的位置、接收机设备、观测时间、大气环境以及地理环境等因素有关。针对不同的误差有不同的处理方法。
由於不是使用同步衛星，因此衛星相對於地面進行高速移動。所以必須使用相對論進行衛星時間的修正。
SA (Selective Availability) 顯示選擇碼是人為誤差的一個例子，此碼由美國國防部控制，可以限制非軍事用途的精確度。每一個GPS衛星的SA偏差都不相同，定位的位置誤差值是衛星SA偏差的綜合函數。美國政府於2000年5月1日解除此碼後，此誤差已自然消除。

## 差分技术
為了使民用的精確度提昇，科學界發展另一種技術，稱為差分全球定位系統（Differential GPS），簡稱DGPS。亦即利用附近的已知參考座標點（由其它測量方法所得），來修正GPS的誤差。再把這個即時（real time）誤差值加入本身座標運算的考慮，便可獲得更精確的值。
GPS分為2D导航和3D导航，在卫星信号不够时无法提供3D导航服务，而且海拔高度精度明显不够，有时达到10倍误差。经纬度方面经改进後误差很小。卫星定位仪在高楼林立的地区捕捉卫星信号要花较长时间。

## GPS的功能
- 精确定时：广泛应用在天文台、通信系统基站、电视台中
- 工程施工：道路、桥梁、隧道的施工中大量采用GPS设备进行工程测量
- 勘探测绘：野外勘探及城区规划中都有用到
- 导航：
  - 武器导航：精确制导导弹、巡航导弹
  - 车辆导航：车辆调度、监控系统
  - 船舶导航：远洋导航、港口/内河引水
  - 飞机导航：航线导航、进场着陆控制
  - 星际导航：卫星轨道定位
  - 个人导航：个人旅游及野外探险
- 定位：
  - 车辆防盗系统
  - 手机，PDA，PPC等通信移动设备防盗，电子地图，定位系统
  - 儿童及特殊人群的防走失系统
  - 精准农业：农机具导航、自动驾驶，土地高精度平整
- 提供时間數據：用于给电信基站、电视发射站等提供精确同步时钟源

## GPS的七大特点
- 全天候，不容易受任何天气的影响
- 全球覆盖率高达98%
- 三维定点定速定时高精度
- 测站间无需進行通訊
- 快速、省时、高效率
- 应用广泛、多功能
- 可移动定位

## 计时器溢出反转问题
全球定位系统同时会广播一个时钟数据，其中里面有一个表达一周的计数器，为十位二进制值，值域为0~1023，在过了1024周（约19.7年）后，值会溢出反转为0，由于有很多设备（例如：广播公司、移动运营商、或者进行同步支付操作的）利用这个数据作为授时来源，如果没有应对这个现象作特殊处理的话，设备时间会被退回20~40年的时间。第一次反转时为UTC 1999年8月21日至8月22日午夜；第二次反转发生于UTC 2019年4月6日至4月7日晚上，美国国土安全部，国际民用航空组织和其他机构对此事件作出了警告。

## 其他定位系統

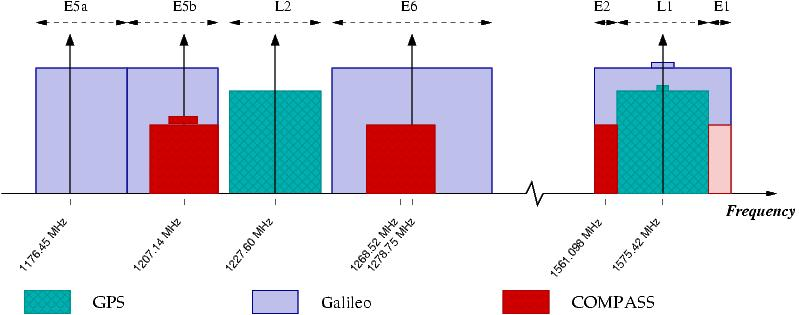
全球卫星定位系统（GPS），伽利略定位系統（Galileo）和北斗卫星导航系统（BDS 曾用名COMPASS）的频率使用分布图; E1浅红色波段目前暂未探测到有訊號

除了美国的GPS系统外，目前正在运行的全球卫星定位系统還有俄罗斯的GLONASS系统和中国的北斗卫星导航定位系统。
而欧盟於1999年初正式推出“伽利略”计划，部署新一代定位卫星。該方案由27顆運行衛星和3顆預備衛星組成，可以覆蓋全球，位置精度達幾米，亦可與美國的GPS系統兼容，總投資額為35億歐元。目前已經發射11顆在軌衛星，於2016年12月15日提供早期服務。
全球衛星導航系統國際委員會為聯合國的一個非正式機構。其目的是促進與民用衛星定位、導航、正時和增值服務有關的問題及各種全球衛星導航系統的兼容性和互通性問題的合作和發展。

## 應用

### 軍事
- 洲際彈道飛彈

### 商業
- 物流管理
- 行動電話
- 數碼相機

### 地理
- 地理信息系統
- 車載資訊系統
- 衛星地圖

### 運輸
- 航空

### 通信
- GPS时钟

## 延伸閱讀
- Parkinson; Spilker. . American Institute of Aeronautics and Astronautics. 1996. ISBN 978-1-56347-106-3.
- Jaizki Mendizabal; Roc Berenguer; Juan Melendez. . McGraw Hill. 2009. ISBN 978-0-07-159869-9.
- Nathaniel Bowditch. . United States government. 2002.
- Global Positioning System（页面存档备份，存于） Open Courseware from MIT, 2012